# Лулуа (река)
Лулу́а (Лулва; фр. Lulua) — река в Центральной Африке, течёт по территории Демократической Республики Конго. Правый приток нижнего течения реки Касаи.
Длина реки составляет около 900 км.
Начинается на высоте около 1200 м над уровнем моря у населённого пункта Катенде на плато Лунда. Впадает в Касаи на высоте 410 м над уровнем моря южнее населённого пункта Бена-Макима.
Судоходна на 55 км от устья.